# Peter Kolesár
Peter Kolesár (Trebišov, 9 luglio 1998) è un calciatore slovacco, centrocampista del Sandecja Nowy Sącz.

## Caratteristiche tecniche
È un esterno sinistro.

## Carriera
Cresciuto nel settore giovanile dello Zemplín Michalovce, ha debuttato in prima squadra il 21 febbraio 2017 in occasione dell'incontro di Superliga vinto 2-0 contro lo Spartak Trnava. Nell'ottobre del 2020 è stato ceduto allo Spartak Trnava.